# Psicopolizia
La Psicopolizia (in inglese Thought police, in neolingua thinkpol) è l'organizzazione paramilitare poliziesca presente nel libro 1984 di George Orwell.

## Funzione
Ha il compito di controllare tutte le persone attraverso dei teleschermi (che funzionano anche da telecamere), facendo in modo che queste non commettano psicoreati. Sebbene nel romanzo non esistano né leggi né documenti che spieghino le varie forme di psicoreato, sembra che con questa espressione ci si possa riferire non solo alla vera e propria insubordinazione, ma soprattutto a qualsiasi progetto, anche inconscio (da cui il prefisso 'psico-') di non completa obbedienza alle direttive del partito.
Nel romanzo, il protagonista spiega anche che la Psicopolizia si occupa, oltre che dello spionaggio e del controspionaggio, di disfarsi delle persone che trasgrediscono alle regole del Partito. Non è però noto a nessuno cosa venga fatto alle persone catturate dagli agenti, ma viene detto che le persone spariscono semplicemente, e sempre di notte. Si arriva infine a negare l'esistenza stessa della tale persona, a cui viene applicata una vera e propria damnatio memoriae, eliminandone ogni riferimento anche in registri e documenti ufficiali, ossia qualsiasi prova che possa oggettivamente dimostrare che il dissidente sia mai esistito.
La Psicopolizia è, secondo il protagonista, insieme ai Ministeri, il concetto su cui si regge maggiormente il Partito per il suo dominio.
Per quanto riguarda l'equipaggiamento, gli psicopoliziotti dispongono di divise nere, degli elmetti, degli stivali borchiati di ferro e dei manganelli.

## La Psicopolizia nella musica
- I Radiohead, nota band musicale britannica, si sono fortemente ispirati a 1984 nella preparazione del loro terzo album, Ok computer (1997), in cui è possibile identificare un chiaro riferimento alla Thought police – a detta dello stesso leader della band, Thom Yorke – nel testo del singolo Karma police.
- I Muse hanno ripreso il nome della Thought police nel loro singolo Resistance del 2010.
- I DSA Commando, gruppo conscious rap italiano, sono stati fortemente influenzati da 1984 di Orwell per la scrittura del loro terzo album, "Retox" . In particolare, c'è un riferimento diretto alla Psicopolizia nel brano "Guerra Psichica".

### La Psicopolizia in altri media
La Psicopolizia è presente anche, in senso satirico, nel videogioco "Helldivers 2".